# Горовцов, Андрей Валерьевич
Андрей Валерьевич Горовцов (бел. Андрэй Валер'евіч Гараўцоў; род. 2 апреля 1981, Гомель) — белорусский футболист, защитник, тренер. Главный тренер клуба «Гомель»

## Биография
Воспитанник гомельского футбола, также недолго занимался в мозырском УОР. Начал взрослую карьеру в младших командах клуба «Гомель» — в 1999 году выступал во второй лиге за «Гомель-2», а в 2001 году — за дубль в первенстве дублёров, в промежутке играл на правах аренды в первой лиге за гомельский «ЗЛиН». С 2002 года играл за основную команду «Гомеля» в высшей лиге и за пять неполных сезонов провёл 62 матча. Чемпион страны 2003 года, обладатель (2001/02, в финале не играл) и финалист (2003/04) Кубка Беларуси. Принимал участие в матчах еврокубков.
В ходе сезона 2006 года перешёл в «Локомотив» (Минск), по итогам сезона команда вылетела из высшей лиги. В 2007—2010 годах играл в высшей лиге за «Локомотив»/«Витебск».
С 2011 года играл только за клубы первой лиги. Сезон 2011 года провёл в «Граните» (Микашевичи). В 2012 году снова играл за «Витебск», проводивший первый сезон после вылета в первой лиге, и стал бронзовым призёром турнира, также достиг отметки в 100 матчей за этот клуб. В 2013 году выступал за «Химик» (Светлогорск). В 2014 году перешёл в «Гомельжелдортранс», где играл до конца карьеры, но в ходе сезона получил тяжёлую травму, после которой практически на выступал — в 2015 году провёл только один матч, а в 2016 году был включён в заявку, но на поле не выходил.
Всего в высшей лиге Беларуси сыграл 160 матчей и забил 11 голов. В первой лиге — более 110 матчей.
Вызывался в состав молодёжной сборной Беларуси.
С 2014 года ассистировал Павлу Кречину в «Гомельжелдортрансе»/«Локомотиве». В июле 2018 года был назначен исполняющим обязанности главного тренера клуба и работал в этой должности до конца сезона, затем стал ассистентом главного тренера. В начале 2020 года снова возглавил клуб. При его участии команда, составленная на базе «Локомотива», дважды (2015, 2019) становилась чемпионом мира среди железнодорожников.
В августе 2023 года стал главным тренером «Гомеля», с которым подписал контракт на полтора сезона. В августе 2023 года специалист получил тренерскую лицензию категории PRO.

## Достижения
- Чемпион Беларуси: 2003
- Обладатель Кубка Беларуси: 2001/02
- Финалист Кубка Беларуси: 2003/04
- Бронзовый призёр первой лиги Беларуси: 2012